# 常惠 (歌谣学家)
常惠（1894年—1985年），字维钧，男，直隶宛平（今属北京）人。中国现代歌谣学家、民俗学家、文博工作者。20世纪20至30年代，他与刘半农、顾颉刚等学者共同推动中国歌谣与民俗研究，是北京大学歌谣研究会及《歌谣周刊》主要创办人之一，中国民间文艺研究会理事。解放后，长期在故宫博物院工作，并参与鲁迅博物馆筹建。

## 生平

### 早年与教育
常惠生于1894年，自幼接受传统文化教育。青年时期进入北京大学法文系学习，对法国文学及民俗学产生浓厚兴趣。
1924年6月，他从北京大学法文系毕业。

### 国学门与学术社团
北京大学研究所国学门成立于1922年1月，是全国大学中最早设立的国学研究机构。机构设有委员会、主任、导师、助教、事务员等。委员会由校长蔡元培兼任委员长，顾孟余、沈兼士、李大钊、马裕藻、朱希祖、胡适、钱玄同、周作人等任委员；主任由沈兼士担任；导师包括王国维、陈垣、马衡、林语堂、陈寅恪、刘半农等。常惠担任助教，活跃于学术活动与研究项目中。
在国学门期间，常惠参与了多项学术团体：
- 歌谣研究会（1922年成立）：由周作人主持，常惠任事务员。
- 风俗调查会（1923年5月14日成立）：由哲学系教授张竞生主持，台静农任事务员，常惠为活跃成员。
- 古迹古物调查会（1923年5月24日成立，后改名考古学会）：由马衡主持。
- 方言调查会（1924年1月26日成立，后改名方言研究会）：由林语堂主持，次年刘半农回国后与林语堂共同负责，董作宾任事务员。

常惠在北大期间与台静农、庄尚严、董作宾结为莫逆之交，共同参与田野调查与学术研究。

### 歌谣与民俗研究
1922年，常惠接触到《北京歌谣》一书，并推荐给胡适，促成了胡适、周作人等人对歌谣搜集与研究的兴趣。同年12月17日，他与周作人共同创办《歌谣周刊》，并担任主编之一，编辑团队包括顾颉刚、魏建功、董作宾等。该刊物在1925年停刊，共出版约97期，对中国早期民俗学、歌谣学研究的发展产生了深远影响，是中国现代民间文学研究的重要奠基工程之一。

### 与鲁迅的交往
常惠与鲁迅在1920年代中期相识。鲁迅对常惠在民俗学和文学研究方面的工作颇为欣赏，两人多次通信和学术交流。常惠曾应鲁迅邀请翻译法国作家莫泊桑短篇小说《项链》，该译作刊登于鲁迅主编的刊物上，是《项链》在中国较早的译本之一，语言流畅、忠实原作。鲁迅对常惠的翻译表示认可，并在文学编辑上提供指导。
两人在学术沙龙和聚会中也曾讨论民间文学与社会现实，尽管思想上存在分歧，但学术上互相尊重，形成了宝贵的互动经验。

### 文博事业
中华人民共和国成立后，常惠进入故宫博物院工作，从事文物整理、研究与文化遗产保护。晚年，他继续撰写歌谣、民俗及文博研究文章，并口述早年的民俗学研究经历。

### 晚年
常惠晚年继续关注民间文艺与文化遗产保护。1985年在北京逝世，享年91岁。

## 学术贡献
- 歌谣学与民俗学：作为《歌谣周刊》的发起人与主编之一，常惠推动了全国范围的歌谣搜集运动，并在理论与方法上与胡适、周作人等形成互动，对民俗学在中国的早期建立起到奠基作用。
- 文博工作：在故宫博物院长期从事文物整理，积累了丰富的古物管理与研究经验。
- 文化保护：支持并参与中国民间文艺研究会工作，重视非物质文化遗产的抢救与整理。